# Motegi
Motegi (jap. 茂木町 Motegi-machi) – miasto w Japonii, na wyspie Honsiu, w prefekturze Tochigi. Według danych na rok 2020 miejscowość zamieszkiwało 39 474 mieszkańców , a gęstość zaludnienia wyniosła 68,9 os./km².